# Vegetarianismo de Adolf Hitler

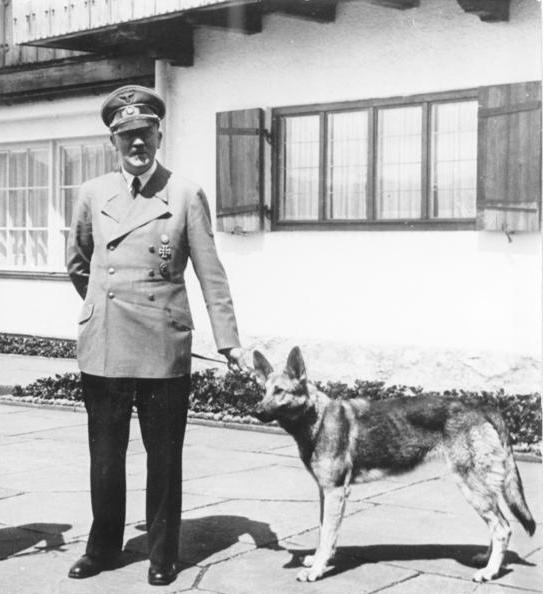
Adolf Hitler com seu pastor alemão Blondi.

O vegetarianismo de Adolf Hitler tem sido muito especulado ao longo da história. Além de não fumar e não ingerir bebidas alcoólicas, Hitler seguiu uma dieta vegetariana no final de sua vida. No entanto, os motivos para tal são incertos; há teorias de que ele tenha feito por motivos éticos, motivos de saúde e até após sofrer um trauma por causa da morte de sua sobrinha. Diz-se que, pelas teorias de Richard Wagner em relação ao vegetarianismo, Hitler aderiu à ideia. O vegetarianismo era visto como um passo para o utilitarismo.

## O vegetarianismo hitleriano
De acordo com taquigrafias da época transcritas por Hugh Trevor-Roper de conversas entre Hitler e seu séquito no período compreendido entre julho de 1941 e novembro de 1944, Hitler disse que se considerava um vegetariano. Essas conversas foram compiladas e publicadas com o título de Hitler’s Table Talk. A posteriori algumas notas foram editadas por Martin Bormann. De acordo com a transcrição datada de 11 de novembro de 1941, Hitler disse: “Podemos lamentar que estamos vivendo num mundo em que há dificuldades para formar uma ideia do mundo futuro, mas há uma coisa que posso prever para todos: o mundo será vegetariano.” Em suas “table talks”, Hitler faz referências ao Império Romano, sobre como o exército se alimentava de frutas, cereais, grãos e vegetais.
Martin Bormann, como líder do secretariado do partido nazista, além de secretário particular de Hitler, considerado por muitos historiadores como o segundo líder mais importante dentro do partido, construiu uma estufa em Berchtesgaden para manter o fornecimento de legumes e verduras para Hitler durante a guerra.
Em seu foro íntimo, Hitler falava sobre os benefícios de se alimentar de frutas, grãos e verduras, e tentava mostrar às pessoas como isto era saudável. Frequentemente, durante jantares, Hitler contava aos seus convidados que estavam comendo carne da sua visita a um matadouro na Ucrânia. Durante sua vida, Hitler demonstrou atitudes a favor dos animais, como por exemplo, evitando o uso de cosméticos que tivessem origem animal, e frequentemente criticava Eva Braun pelo uso de maquiagem.
Em um artigo da revista inglesa Homes & Gardens de novembro de 1938 descrevendo a casa de montanha de Hitler, Berghof, Ignatius Phayrethe escreveu, "Apesar de vegetariano, sua cozinha possuía variedades incríveis de alimentos. Mesmo em sua dieta vegetariana, Hitler tem algo de gourmet — como Sir John Simonn e Anthony Edenn ficaram surpresos em notar em sua visita ao Berghof certa vez. O chefe de cozinha de Hitler, Herr Kannenberg, inventa muitos pratos salgados e variados, agradáveis aos olhos, assim como para o paladar, atendendo as exigências de Hitler."
Joseph Goebbels descreveu Hitler como um comprometido vegetariano em 26 de abril de 1942:
	“Grande parte de minha conversa com o Führer hoje foi a respeito do vegetarianismo. Hoje, ele acredita mais do que nunca que comer carne é prejudicial para a humanidade. Claro que ele sabe que durante a guerra não se pode cortar completamente a carne. No entanto, depois da guerra, ele pretende resolver este problema. Talvez ele esteja certo. Certamente seus argumentos são bons.”
A série produzida pela BBC The Nazis: A warning from history mostra cenas de Hitler virando o rosto quando aparece uma cena de animais sendo torturados no filme que estava assistindo e pedindo que as pessoas ao seu redor o avisassem quando a cena tivesse acabado. O documentário também comenta sobre leis nazistas para proteção dos animais, que eram criadas sem precedentes.
O psicoanalista alemão, Erich Fromm, disse que o vegetarianismo de Hitler, assim como suas atitudes com animais, funcionavam como uma espécie de culpa que ele carregava pela suicídio de sua sobrinha, tentando provar aos outros que ele era incapaz de matar qualquer ser vivo ou levá-lo à morte. Já de acordo com o escritor Bee Wilson, o fato de Hitler não comer carne não estava ligado ao utilitarismo nem à piedade dos animais, mas sim, à vontade de seguir ideais de um ídolo seu e de se divertir em jantares contando de sua visita ao matadouro ucraniano e vendo a cara enojada de seus convidados. No livro Por dentro da mente de Hitler, é dito: "Se ele não come carne, não ingere bebidas alcoólicas, nem fuma, não é devido ao fato de que ele tem algum tipo de inibição ou faz isso porque ele acredita que irá melhorar sua saúde. Ele abdica destas vontades porque ele segue passos de um grande alemão, Richard Wagner, ou porque ele descobriu que este estilo de vida aumenta sua energia e vitalidade para exercer sua função de líder cada vez melhor."

## Questionando o vegetarianismo de Hitler
O autor Rynn Berry, historiador vegano e defensor dos direitos dos animais, afirma que, apesar de seus ideais wagnerianos, como o utilitarismo, e de se dizer vegetariano e protetor dos animais, Hitler nunca deixou de consumir produtos de origem animal. Berry argumenta que muitos historiadores utilizam o termo "vegetariano" para evidenciar apenas uma redução do consumo de carne diário. Segundo Berry, "Hitler comia linguiças bávaras e caviar. Nem mesmo a definição mais flexível de vegetarianismo pode ser esticada para englobar estas abominações gastronômicas. Ainda, porque pessoas que não são vegetarianas possuem uma definição elástica do que constitui uma vegetariana, elas acham que pessoas como Hitler que comem peixe, pombo e linguiças são vegetarianas. Por este critério, até mesmo chacais e hienas, que comem frutas e verduras entre as matanças, poderiam ser classificadas como vegetarianas."
Evidência para esse argumento pode ser obtida na edição de 14 de abril de 1996 do New York Times, que inclui uma descrição da dieta de Hitler, publicada anteriormente em um artigo de 30 de maio de 1937, “Em casa com o Führer”. Contraditoriamente, afirma-se ao mesmo tempo que Hitler era vegetariano e comia presunto e caviar: "É sabido que Hitler é vegetariano, não ingere bebidas alcoólicas e nem fuma. A maior parte de suas refeições consiste, basicamente, em alimentos com ovo, sopa, verduras e água mineral; no entanto, de vez em quando ele se delicia com uma fatia de presunto e alivia o tédio da sua dieta com iguarias como caviar...”
Berry também questiona suas ações nos momentos que precederam seu suicídio: "Quando Hitler se consultou com seu médico sobre a forma mais eficiente de cometer suicídio, seu médico recomendou que atirasse através da têmpora, e, ao mesmo tempo, mordesse uma ampola de cianeto de potássio. É notável que Hitler, este suposto vegetariano e amante dos animais, não teve remorso quanto a testar inicialmente o cianeto em sua cadela Blondi."
O autor Robert Payne, em sua biografia de Hitler, The Life and Death of Adolph Hitler (Praeger, 1973), também põe em xeque a veracidade deste vegetarianismo, mostrando que, na verdade, o vegetarianismo de Hitler era apenas mais uma arma da engrenagem propagandística de Joseph Goebbels:
"O ascetismo de Hitler teve um importante papel na projeção de sua imagem para a população alemã. De acordo com muitos testemunhos e historiadores, Hitler não fumava nem bebia, além de não comer carne e não ter uma relação muito próxima com as mulheres. Apenas a primeira parte é verídica, considerando que frequentemente ele tomava cerveja e vinho, além de comer salsicha e manter uma amante ao longo de sua vida. Este ascetismo hitleriano, era, na verdade, pura invenção de Goebbels para melhorar a imagem de Hitler com os alemães e para aumentar seu autocontrole, além de ser uma maneira para tratá-lo como um semideus, causando um distanciamento entre Hitler e os 'meros mortais'. De fato, ele era marcantemente indulgente consigo mesmo e possuía ideais ascéticos. Seu cozinheiro, um homem extremamente gordo, Willy Kannenberg, fazia diversos pratos exóticos e era tratado como 'bobo da corte'. Apesar de Hitler não ter muito gosto por carnes, exceto sob a forma de salsichas, e de nunca ter comido peixe, ele gostava de caviar... " (p. 346)
Além do consumo voluntário de animais e derivados, Hitler secretamente recebia produtos animais em suas refeições por parte dos responsáveis por sua saúde. Traudl Junge, que se tornou secretária de Hitler em 1942, informou que Hitler sempre recusava carne, mas seu cozinheiro Kruemel às vezes adicionava um caldo de origem animal ou gordura animal em suas refeições. Na maior parte das vezes, o Führer percebia, e logo começavam suas dores de barriga", disse Junge. "Depois de certo tempo, Hitler comia apenas sopa com batatas amassadas." Em 1943, Marlene von Exner se tornou a nutricionista de Hitler e disse que adicionou medula óssea às suas refeições sem seu conhecimento porque desprezava sua dieta "vegetariana".
De 1936 até à morte de Hitler em 1945, Theodor Morell, seu médico pessoal lhe dava alguns suplementos que possuíam alguma origem animal. Morell dava diariamente a Hitler algumas injeções de vários suplementos contendo produtos de origem animal, como a Glyconorm, um composto injetável que continha vitaminas B1, B2 e C, músculo cardíaco, glândula supra-renal, fígado e pâncreas. Algumas outras soluções injetáveis utilizadas por Hitler continham placenta, testosterona bovina e extratos contendo vesículas seminais e próstata para combater a depressão. Na época era comum acreditarem que estes extratos animais dariam uma juventude mais duradoura.
Outra questão frequentemente levantada questiona se o Estado de Hitler apoiava ou não o vegetarianismo. É alegado pela comunidade vegetariana britânica que Hitler fechou algumas organizações vegetarianas, como a "Vegetarier-Bund Deutschlands”, fechada pelos nazistas em 1936. No entanto, deve-se considerar que, com a aumento do intervencionismo estatal em todas as esferas da sociedade, muitas organizações independentes foram fechadas, não só as vegetarianas. "Vegetarier-Bund Deutschlands" só retomou suas atividades normais depois da Segunda Guerra Mundial em 1945.